# Le Rire (film, 2020)
Pour les articles homonymes, voir Le Rire (homonymie).
Pour plus de détails, voir Fiche technique et Distribution.
Le Rire est un film québécois réalisé par Martin Laroche sorti en 2020 et mettant en vedette Léane Labrèche-Dor et Micheline Lanctôt.

## Synopsis
Valérie travaille comme préposée aux bénéficiaires dans un CHSLD où elle se lie d'amitié avec Jeanne, une patiente instruite et drôle. Elle lui confie être une survivante d'un massacre, pendant une guerre civile, où son amoureux est mort. Cette confidence fait suite à la rencontre, dans une boulangerie de son quartier, d'un soldat impliqué dans la fosse commune.

## Fiche technique
Source : IMDb et Films du Québec
- Titre original : Le Rire
- Réalisation : Martin Laroche
- Scénario : Martin Laroche
- Musique : Robert Marcel Lepage
- Conception artistique : Marie-Hélène Lavoie
- Chorégraphie : Virginie Brunelle
- Costumes : Ginette Magny
- Maquillage et coiffure : Josianne Cournoyer
- Photographie : Mathieu Laverdière
- Son : Yann Cleary, Jean-François Sauvé, Luc Boudrias
- Montage : Amélie Labrèche
- Production : Fanny-Laure Malo
- Société de production : La Boîte à Fanny
- Sociétés de distribution : Maison 4:3
- Budget : 2,7 millions $ CA
- Pays de production :  Canada
- Langue originale : français
- Format : couleur — format d'image : 2,35:1
- Genre : comédie dramatique
- Durée : 124 minutes
- Dates de sortie :
  - Canada : 27 janvier 2020  (première au Cinéma du Musée à Montréal)[2]
  - Canada : 31 janvier 2020 (sortie en salle au Québec)
  - Canada : 20 mars 2020 (VSD)

## Distribution
- Léane Labrèche-Dor : Valérie
- Micheline Lanctôt : Jeanne Breault
- Alexandre Landry : Gabriel
- Sylvie Drapeau : la présidente
- Normand Daoust : le soldat
- Jean-Sébastien Courchesne : Samuel
- Sophie Clément : Alice
- Catherine Proulx-Lemay : l'amie
- Évelyne Rompré : directrice des ressources humaines
- Dominique Quesnel : la mère décédant
- Émilie St-Germain : la fille de la mère décédant
- Christine Beaulieu : Sylvie, la fille de Jeanne
- Evelyne de la Chenelière : Florence, conjointe de Sylvie
- François Lambert : le peintre
- Rebecca Miville-Deschênes : jeune fille
- Rosa Zacharie : l'épouse du soldat
- Catherine Hughes : préposée aux bénéficiaires
- Fayolle Jean Jr : préposé aux bénéficiaires
- Hervé-Simba Makani : préposé aux bénéficiaires
- Frédéric Millaire-Zouvi : préposé aux bénéficiaires
- Marc-André Brunet : homme dans la voiture
- Isabelle Duchesneau : femme dans la voiture

## Distinctions

### Récompenses
- 2021 Les Monteurs et Monteuses de cinéma canadien (Canadian Cinema Editors) : prix du meilleur montage de long métrage : Amélie Labrèche[3]

### Nominations
- Prix Écrans canadiens 2021 : Meilleure actrice dans un second rôle : Micheline Lanctôt
- Prix Iris 2020 :
  - Meilleure interprétation féminine dans un premier rôle : Léane Labrèche-Dor
  - Meilleure interprétation féminine dans un rôle de soutien : Micheline Lanctôt